# DJ D
DJ D (pravim imenom Diego Buffoni) je talijanski hardcore/gabber producent i DJ.
Sa svojom djelatnošću je započeo 1998. kao producent hardcorea kada je bio šesnaestogodišnjak. Dvije godine kasnije, u studenom 2000., objavio je svoju prvu pjesmu "Inside Myself". Tijekom 2002., počeo je razvijati vlastiti stil glazbe; to ga je u lipnju iste godine dovelo do njegovog prvog velikog hita "X-ploration". Pjesma "Mankind Warning" je bila hit na zabavama koju je na zabavama diljem Europe puštalo nekoliko DJ-eva. Početkom 2004. je izdao svoj prvi album DB AREA koji sadržava pjesme koje su nastale u suradnji s izvođačima Endymionom, The Viperom, Hellsystemom i The Blasterom. Zajedno s Endymionom, izdao je pjesmu "Wild" u izdavačkoj kući Enzyme-X. 2005. producira još hitova s poznatim DJ-ima. S Paul Elstakom je producirao pjesmu "Furious Anger" dok je s Outblastom producirao "Electro Shocking". Nastupao je na većim događajima kao što su to Thunderdome, Masters of Hardcore, A Nightmare in Rotterdam, Megarave i dr. 2006. je izdao drugi album The Melody Man. Nakon objavljivanja albuma, uslijedila je velika europska turneja po Rusiji, Španjolskoj, Francuskoj, Italiji i Nizozemskoj. 2011. je započeo novu suradnju sa španjolskim DJ-em Raydenom.
Uz hardcore/gabber, Diego producira ili je producirao hardstyle, hard trance i hard house pod drugim projektima.

## Vanjske poveznice
- Službena stranica
- Diskografija
- MySpace stranica
- Facebook stranica